# Parlamento Regional de Salzburgo
El Parlamento Regional de Salzburgo  (en alemán: Salzburger Landtag), también conocido como Landtag de Salzburgo o Asamblea de Salzburgo, es el máximo órgano legislativo del estado federado austríaco de Salzburgo.
Aunque este tipo de asambleas territoriales tiene su origen en territorios germánicos en el siglo XV, la estructura actual de los landtag austríacos está recogida en la Constitución de Austria restablecida el 1 de mayo de 1945.
Actualmente, el parlamento de Salzburgo cuenta con 36 diputados que se reúnen en el palacio histórico Chiemseehof, en el distrito Kaiviertel del casco histórico de Salzburgo, capital del estado homónimo. La duración de la legislatura es quinquenal.

## Historia
Las primeras reuniones parlamentarias del territorio de Salzubrugo pueden remontarse a las reuniones de los estamentos en la sede del arzobispado de Salzburgo a lo largo del siglo XIII. La última Landstände (reunión tradicional del Landtag) tuvo lugar en 1797 bajo el auspicio de Jerónimo de Colloredo-Mannsfeld, que dimitiría en 1803, pasando Salzburgo al control directo de Viena.
La categoría de estado fue restablecida por el emperador Francisco José I a través de la carta magna conocida como Patente de Febrero, en el que restauró varios territorios imperiales como estados dentro del imperio, recuperando estos sus parlamentos regionales y siendo en el caso de Salzburgo el predecesor directo de su parlamento actual.
Tras el periodo del Estado de Austria como parte del Tercer Reich alemán, la Constitución de Austria fue restablecida el 1 de mayo de 1945, siendo el periodo continuo en vigor en la actualdiad.

## Elección de diputados
El Landtag se compone de 36 escaños. Estos escaños se distribuyen según el Cociente Hare por representación proporcional plurinominal con listas abiertas, voto preferencial y un umbral electoral del 5% en seis circunscripciones plurinominales. A continuación, se asignan según el método d'Hondt, con el fin de garantizar una proporcionalidad entre la participación electoral y el resultado en escaños.

## Sede del parlamento
En 2017, comenzaron las obras de reconstrucción del palacio Chiemseehof, antigua sede del Obispado de Chiemsee, para servir como sede del Parlamento Regional de Salzburgo. Las obras se valoraron en 7,4 millones de euros.
Durante la reconstrucción, los edificios del ayuntamiento de Salzburgo y la Landhaus sirvieron como sedes provisionales para los plenos parlamentarios hasta febrero de 2019.